# San José del Progreso, Coatepec Harinas
San José del Progreso, eller bara San José, är en ort i Mexiko, tillhörande kommunen Coatepec Harinas i södra delen av delstaten Mexiko. Orten hade 1 039 invånare vid folkräkningen 2010 och är kommunens femte största samhälle.